# アドバンス・レジデンス投資法人
アドバンス・レジデンス投資法人（-とうしほうじん）は、東京都千代田区に本部を置く投資法人。東証上場（J-REIT）。

## 概要
伊藤忠商事がスポンサーであり、資産運用会社は伊藤忠商事及び伊藤忠都市開発出資の「伊藤忠リート・マネジメント株式会社」である。
賃貸住宅特化型REITとして最大級で、資産規模4,593億円、物件数272物件である（2020年12月25日現在）。

## 沿革
- 2010年2月24日 - 旧「アドバンス･レジデンス投資法人」（コード：8978）及び「日本レジデンシャル投資法人」（コード：8962）が上場廃止。
- 2010年3月1日 - 2投資法人の新設合併によりアドバンス・レジデンス投資法人設立。
- 2010年3月2日 - 東京証券取引所に上場（コード：3269）。

## （旧）アドバンス･レジデンス投資法人
旧「アドバンス･レジデンス投資法人」は、2005年9月13日に設立された。設立企画人・資産運用会社は「ADインベストメント・マネジメント株式会社」であった。メインスポンサーは伊藤忠商事で、資産運用会社への出資は伊藤忠商事及び伊藤忠都市開発の他、日本土地建物、あおぞら銀行、オリエントコーポレーション、新日本建物、住友信託銀行、センチュリー21・ジャパン、ノエル、みずほ信託銀行がマイナー出資していた。2005年11月22日に東証上場（コード：8978）。
2010年2月24日に上場廃止、2010年3月1日に「日本レジデンシャル投資法人」と新設合併し、消滅した。

## 日本レジデンシャル投資法人
「日本レジデンシャル投資法人」は、2002年12月6日に設立された。設立企画人・資産運用会社は「パシフィック・インベストメント・アドバイザーズ株式会社」（後の「パシフィックレジデンシャル株式会社」）であり、メインスポンサーはパシフィックマネジメント（後のパシフィックホールディングス）で資産運用会社に78.2%出資し、第一生命保険、モルガン・スタンレー・プロパティーズ・ジャパン、東京三菱銀行、三菱信託銀行、住友商事及び小田急不動産がマイナー出資していた。2004年3月2日に東証上場（コード：8962）。
2009年のパシフィックホールディングスの経営破綻により、新スポンサーの選定が行われ、「ADインベストメント・マネジメント」が資産運用会社の株式を取得することとなり、2010年2月24日に上場廃止、2010年3月1日に旧「アドバンス・レジデンス投資法人」と新設合併し、消滅した。